# Rhinella tacana
Pour les articles homonymes, voir Rhinella et Tacana.
Espèce
Synonymes
- Chaunus tacana Padial, Reichle, McDiarmid & De la Riva, 2006

Statut de conservation UICN

 DD  : Données insuffisantes
Rhinella tacana est une espèce d'amphibiens de la famille des Bufonidae.

## Répartition
Cette espèce est endémique de la province de Franz Tamayo dans le département de La Paz en Bolivie. Elle se rencontre dans le parc national Madidi vers 1 500 m d'altitude dans la Serranía Eslabón.

## Description
Le mâle mesure 30,6 mm et la femelle 34,2 mm

## Étymologie
Cette espèce est nommée en l'honneur des Tacana.

## Publication originale
- Padial, Reichle, McDiarmid & De la Riva, 2006 : A new species of arboreal toad (Anura: Bufonidae: Chaunus) from Madidi National Park, Bolivia. Zootaxa, no 1278, p. 57-68 (texte intégral).